# طواف أوروبا للدراجات 2008
طواف أوروبا للدراجات 2008 (بالإنجليزية: 2008 UCI Europe Tour) هو الموسم الرابع من طواف أوروبا للدراجات، بدأ الموسم بسباق سباق جائزة لا مارسيليس الكبرى 2008 في 3 فبراير 2008، وانتهى بسباق باريس بورج  في 9 أكتوبر 2008.
فاز  بالمركز الأول إنريكو جاسباروتو، وبالمركز الثاني ستيفانو جارزيلي، وبالمركز الثالث Mikhaylo Khalilov ‏

## السباقات
| طواف أوروبا للدراجات | طواف أوروبا للدراجات | طواف أوروبا للدراجات        | طواف أوروبا للدراجات | طواف أوروبا للدراجات | طواف أوروبا للدراجات   | طواف أوروبا للدراجات | طواف أوروبا للدراجات |
| التاريخ              | #                    | السباق                      | الفائز               | الثاني               | الثالث                 |                      |                      |
| -------------------- | -------------------- | --------------------------- | -------------------- | -------------------- | ---------------------- | -------------------- | -------------------- |
| 3 فبراير             | 15                   | سباق جائزة لامارسييز الكبرى | هيرفي دوكلو-لاسال    | Frederik Veuchelen ‏  | رايدر هيسجيدال         |                      |                      |
| 06 – 10 فبراير 2008  | 4                    | نجم بسجس                    | يوري تروفيموف        | جياني ميرسمان        | بيريك فيدريجو          |                      |                      |
| 2 مارس               | 21                   | طواف ألميريا                | خوان خوسيه هايدو     | أوسكار فريري         | غرايم براون            |                      |                      |
| 23 مارس              | 13                   | شوليه باي دي لوار           | Janek Tombak ‏        | بيرتن دي وايل        | Émilien-Benoît Bergès ‏ |                      |                      |
| 4 أبريل              | 19                   | روت أديلي                   | Kevyn Ista ‏          | بينوا فوجرينارد      | جيريمي غالان           |                      |                      |
| 6 أبريل              | 16                   | Grand Prix de Rennes ‏       | Mikhaylo Khalilov ‏   | سيباستيان تشافانيل   | جيمي كاسبر             |                      |                      |
| 15 أبريل             | 3                    | باريس-كاممبير               | أليخاندرو بالبيردي   | جيروم بينو           | بينوا فوجرينارد        |                      |                      |
| 17 أبريل             | 11                   | جائزة دينين الكبرى          | إيدفالد بواسون هاغن  | جيمي كاسبر           | جيمي إنجولفينت         |                      |                      |
| 19 أبريل             | 10                   | طواف فينيستير               | David Lelay ‏         | Aleksejs Saramotins ‏ | ريمي بوريول            |                      |                      |
| 20 أبريل             | 23                   | ترو-برو ليون                | Frédéric Guesdon ‏    | Maxim Gourov ‏        | Julien Belgy ‏          |                      |                      |
| 06 – 11 مايو 2008    | 1                    | أربعة أيام من دونكيرك       | ستيفان أوجيه         | Clément Lhotellerie ‏ | بيريك فيدريجو          |                      |                      |
| 31 مايو              | 9                    | جراند بريكس دو موربيهان     | توماس فوكلر          | سيريل غوتييه         | جياني ميرسمان          |                      |                      |
| 1 يونيو              | 6                    | Rogaland Grand Prix ‏        | Michael Tronborg ‏    | ألكسندر كريستوف      | أليكس راسموسن          |                      |                      |
| 1 يونيو              | 12                   | Boucles de l'Aulne ‏         | رومان فيلو           | Nico Sijmens ‏        | كريستوف مانجن          |                      |                      |
| 04 – 08 يونيو 2008   | 7                    | رينجيريك جراند بريكس        | فريدريك إريكسون ‏     | Sergey Firsanov ‏     | Johnny Hoogerland ‏     |                      |                      |
| 11 – 14 يونيو 2008   | 22                   | طواف سلوفينيا               | Jure Golčer ‏         | فرانكو بليزوتي       | روبرت كيشيرلوفسكي      |                      |                      |
| 6 يوليو              | 2                    | طواف دوبس                   | أنتوني جيسلين        | كريستوف كيرن         | فنسنت جيروم            |                      |                      |
| 3 أغسطس              | 17                   | بولينورماند                 | ارنو جيرار           | جيروم بينو           | ساندي كاسار            |                      |                      |
| 14 أغسطس             | 24                   | Puchar MON ‏                 | Bartłomiej Matysiak ‏ | Radosław Romanik ‏    | Tomasz Lisowicz ‏       |                      |                      |
| 31 أغسطس             | 5                    | Châteauroux Classic ‏        | Anthony Ravard ‏      | Steve Chainel ‏       | رومان فيلو             |                      |                      |
| 14 سبتمبر            | 8                    | جي بي دي فورميس             | جيوفاني فيسكونتي     | Stéphane Goubert ‏    | فابيو ساكي             |                      |                      |
| 20 سبتمبر            | 25                   | Lombardia Tour ‏             | Aleksejs Saramotins ‏ | اليكساندر دياتشينكو  | Luciano Barindelli ‏    |                      |                      |
| 21 سبتمبر            | 14                   | جراند بريكس دي إسبيرجوس     | وليام بونيه          | ويسلي سولزبيرجر      | كريس أنكر سورنسن       |                      |                      |
| 5 أكتوبر             | 20                   | طواف فونديه                 | كولدو فرنانديز       | Kristof Goddaert ‏    | أنتوني جيسلين          |                      |                      |
| 9 أكتوبر             | 18                   | باريس بورج                  | برنارد إيسل          | سيدريك بينو          | Anthony Charteau ‏      |                      |                      |

## وصلات خارجية
- الموقع الرسمي